# Madagaskar-Höhlenflughund

Verbreitungsgebiet des Madagaskar-Höhlenflughundes

Der Madagaskar-Höhlenflughund (Rousettus madagascariensis) ist ein endemisch auf Madagaskar verbreiteter Flughund. Er wurde bis zur Mitte der 1990er Jahre als Unterart des Langhaarigen Flughundes (Rousettus lanosus) geführt.

## Merkmale
Mit einer Gesamtlänge von 11,5 bis 14,5 cm, einer Flügelspannweite von 42,5 bis 52 cm und einem Gewicht von 50 bis 80 g ist die Art der kleinste Flughund auf Madagaskar. Auf der Oberseite kommt graubraunes Fell mit leicht rötlicher Tönung vor und die Unterseite ist von gleichfarbigem hellerem Fell bedeckt. Der Kopf ist durch eine lange Schnauze, große Augen und einem weiten Abstand zwischen den Ohren gekennzeichnet. Der Madagaskar-Höhlenflughund ist neben einigen anderen Mitgliedern der Gattung Höhlenflughunde einer der wenigen Flughunde, die Klicklaute zur Echoortung einsetzen.

## Verbreitung
Die Art bewohnt einen weiten Streifen entlang der Küste im Nordwesten, Norden und Osten der Insel. Er lebt im Flachland und in mittleren Gebirgslagen bis 950 Meter Höhe. Der Madagaskar-Höhlenflughund hält sich hauptsächlich in Wäldern und in Plantagen mit Eukalyptusbäumen auf. Er besucht gelegentlich Felder und Dörfer.

## Lebensweise
Die Ruheplätze liegen im Dämmerlicht von Höhlen und vermutlich in Baumlöchern. Die Kolonien bestehen meist aus einigen hundert Exemplaren und haben selten bis zu 5000 Mitglieder. Die Tiere sind lautstark und wechseln ihren Platz mehrmals am Tag. Zeitweilig kommt es zu Kämpfen um eine günstigere Position. Die Art kann sich in dichten Wäldern, aufgrund ihrer geringeren Größe, leichter als andere Flughunde Madagaskars bewegen.
Der Madagaskar-Höhlenflughund geht nachts auf Nahrungssuche und frisst verschiedene Früchte, Pflanzensamen sowie Nektar. Samen stammen dabei oft von Pflanzen der Gattungen Feigen, und Dypsis und Rubus. Zu den bevorzugten Früchten zählen einige eingeführte Pflanzen wie Syzygium jambos, Litschibaum, Kaki und Chinesische Jujube. Der Flughund trägt stark zur Vermehrung von Ficus sakalavarum bei.
Die Zitzen der Weibchen sind während der Regenzeit milchführend. Die Nachkommen werden bis zum Ende der Regenzeit gesäugt und sind nach einem Jahr ausgewachsen. Pro Wurf kommt ein Neugeborenes vor.
An den Ruheplätzen fallen einige Exemplare der Schleiereule zum Opfer.

## Gefährdung
Waldrodungen bedrohen vor allem den Bestand im Osten der Insel. Der Madagaskar-Höhlenflughund wird als Bushmeat gejagt und Störungen in den Höhlen wirken sich negativ aus. Die IUCN schätzt, dass die Gesamtpopulation in den 15 Jahren vor 2018 mit etwas mehr als 30 Prozent abnahm und listet die Art als gefährdet (vulnerable).